# Westerkwartier (Gemeinde)
Westerkwartier bildet seit dem 1. Januar 2019 eine Gemeinde in der niederländischen Provinz Groningen. Sie entstand aus dem Zusammenschluss der Gemeinden Grootegast, Leek, Marum und Zuidhorn sowie den Dörfern Ezinge, Feerwerd und Garnwerd aus der Gemeinde Winsum.

## Geografie
Die Gemeinde liegt in der gleichnamigen Gegend im Norden der Niederlande. Westerkwartier wird von den Provinzen Drenthe und Fryslân im Süden und Westen umgeben. Im Norden fließt der Fluss Reitdiep, während inmitten der Gemeinde der Van Starkenborghkanaal, der den Prinses Magrietkanaal in Friesland mit dem Eemskanaal in der Gemeinde Groningen verbindet, verläuft. Der höchste Punkt mit 18 m NAP befindet sich südlich von Zevenhuizen, die niedrigste Stelle mit −5 m NAP ist zwischen Leek und Zuidhorn zu finden.

### Zugehörige Orte
Zur Gemeinde gehören 41 Dörfer: Aduard, Boerakker, Briltil, De Wilp, Den Ham, Den Horn, Doezum, Enumatil, Ezinge, Faan, Feerwerd, Garnwerd, Grijpskerk, Grootegast, Jonkersvaart, Kommerzijl, Kornhorn, Lauwerzijl, Leek, Lettelbert, Lucaswolde, Lutjegast, Marum, Midwolde, Niebert, Niehove, Niekerk, Niezijl, Noordhorn, Noordwijk, Nuis, Oldehove, Oldekerk, Oostwold, Opende, Pieterzijl, Saaksum, Sebaldeburen, Tolbert, Visvliet, Zevenhuizen und Zuidhorn. Zu diesen 41 Dörfern gehören insgesamt 103 Bauerschaften und Weiler.

### Nachbargemeinden
| Noardeast-Fryslân | Het Hogeland                                |             |
| Achtkarspelen     | Kompassrose, die auf Nachbargemeinden zeigt | Groningen   |
| Smallingerland    | Opsterland                                  | Noordenveld |

## Politik
Die Bürger der Gemeinden Grootegast, Leek, Marum und Zuidhorn konnten den ersten Gemeinderat von Westerkwartier am 21. November 2018 wählen. Neben nationalen Parteien 50PLUS, CDA, ChristenUnie, D66, GroenLinks, PvdA und VVD konnten auch die Lokalparteien Partij voor Veiligheid en Zorg und Sterk Westerkwartier gewählt werden.

### Gemeinderat
Der neue Gemeinderat fasst 33 Sitze und wird folgendermaßen gebildet:

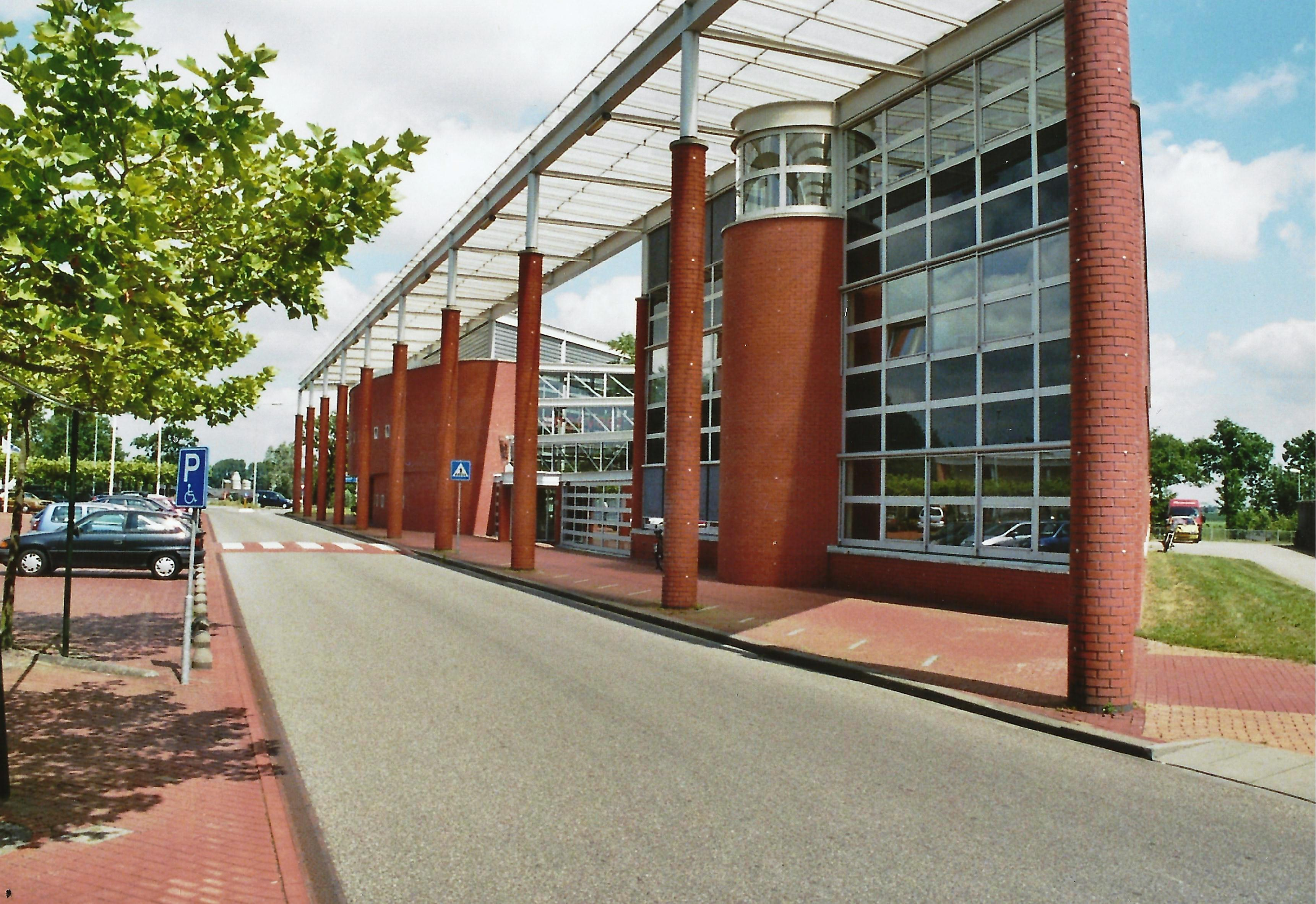
Rathaus in Zuidhorn

| Partei               | Sitze | Sitze |
| Partei               | 2018  | 2022  |
| -------------------- | ----- | ----- |
| VZ Westerkwartier    | 6     | 10    |
| ChristenUnie         | 6     | 6     |
| GroenLinks           | 5     | 4     |
| CDA                  | 5     | 3     |
| PvdA                 | 4     | 3     |
| Sterk Westerkwartier | 2     | 3     |
| VVD                  | 3     | 2     |
| D66                  | 1     | 2     |
| 50PLUS               | 1     | 0     |
| Gesamt               | 33    | 33    |

### College van B&W
Die Wählergruppen CDA, ChristenUnie, PvdA und VZ Westerkwartier haben sich für die Legislaturperiode von 2019 bis 2022 zu einer Koalition zusammengeschlossen. Alle Koalitionsparteien sind mit jeweils einem Beigeordneten im College van burgemeester en wethouders zugegen. Das Kollegium wurde im Rahmen einer Ratssitzung am 2. Januar 2019 ernannt. Folgende Personen gehören zum Kollegium und sind Leiter folgender Ressorts:
| Funktion           | Name                    | Partei            | Ressort | Anmerkung                       |
| ------------------ | ----------------------- | ----------------- | --- | ------------------------------- |
| Bürgermeister      | Ard van der Tuuk        | PvdA              | gesetzliche Aufgaben, allgemeine Politikkoordination, Dienstleistung, Personal und Organisation, Informationstechnik, juristische Angelegenheiten, Kommunikation und Partizipation, Überwachung und Vollstreckung, Sicherheit und Intimsphäre, Internationales (Partnergemeinden) | seit dem 2. Oktober 2019 im Amt |
| Beigeordnete       | Geertje Dijkstra-Jacobi | VZ Westerkwartier | Raumplanung, Wohnungsbauprojekte, Wohnungswesen, Unterkunft von Statusträgern, Verwaltung öffentlichen Raumes, Infrastruktur und Verkehr, öffentlicher Verkehr | –                               |
| Beigeordnete       | Elly Pastoor            | PvdA              | Wirtschaft, Nachhaltigkeit (Nahrung), Arbeitsmarkt und -möglichkeiten, Bildung, Unterkunft für Grundschulunterricht, Schulpflicht, Jugend, Sport, Gesundheit, Einbürgerung, funktionaler Analphabetismus, Erholung und Tourismus                                                  | –                               |
| Beigeordnete       | Bert Nederveen          | ChristenUnie      | Finanzen, Basispolitik, Arbeit und Einkommen, Sozialhilfegesetz, Wohl, Alten, Tierwohl, Natur und Landschaft | –                               |
| Beigeordnete       | Hielke Westra           | CDA               | Projekt zur Vorbereitung des Umweltgesetzes, Nachhaltigkeit (Energiewende, Umwelt/Abfall), Gasgewinnung und Erdbeben, Innovation, Wasser, Verwaltung und Instandhaltung kommunaler Immobilien, Unterkunft für Sekundarunterricht, Kunst und Kultur, Bibliotheken                  | –                               |
| Gemeindesekretärin | Astrid Schulting        | —                 | — | seit dem 1. März 2018 im Amt    |

## Kirchen, Kunst und Kultur
Sehenswert sind unter anderem:
- die Kirche in Mitwolde mit einer 1630 von Levinus Eekmans gebauten Orgel und einer reich gemalten Brüstung der Orgelempore.[8] Eine Seltenheit sind die beiden erhaltenen barocken Orgelluken, zwei große hölzerne Tafeln, die beim Zusammenklappen den Orgelprospekt verdeckten und schützten. Die Innenseite (Schauseite) der linke Orgelluke stellt König David mit der Harfe dar, die der rechten Moses mit der Doppeltafeln der Zehn Gebote.[9]
- die Kirche in Niebert mit einer prächtig geschnitzten Kanzel[10]
- das Warftendorf Niehove, dessen ursprüngliche Anlage noch gut erkennbar ist. In der Kirche, die von der Stichting Oude Groninger Kerken (SOGK) restauriert wurde, zeigt ein kleines Museum die Geschichte des bäuerlichen Lebens auf einer Warft.[11]